# SpVgg Rehweiler-Matzenbach
Die SpVgg Rehweiler-Matzenbach ist ein Sportverein aus den im Landkreis Kusel gelegenen Gemeinden Rehweiler und Matzenbach. Flaggschiff des Vereins ist die erste Frauenmannschaft.

## Geschichte
Der Verein wurde 1960 gegründet. Die erste Mannschaft der Frauenabteilung spielte von 1998 bis 2008 in der Regionalliga Südwest. Dreimal konnte sie sich für den DFB-Pokal der Frauen qualifizieren. 1997 hatte sie ein Freilos für die erste Runde erhalten. In der zweiten Runde unterlag sie dem 1. FC Saarbrücken mit 0:14. 2000 scheiterte sie in der ersten Runde am 1. FFC Frankfurt; das Spiel ging mit 0:4 verloren. 2007 erfolgte der bislang letzte Auftritt im DFB-Pokal. Diesmal unterlag die Mannschaft in der ersten Runde dem SV Dirmingen mit 0:4.